# 重慶徐悲鴻故居
徐悲鴻故居位於重慶市江北區大石壩98號，文物遺址年代為近，1987年1月23日列為重慶市第二批市級文物保護單位初定名單。1992年3月19日列為重慶市第二批市級文物保護單位。2000年9月7日列為第一批重慶市文物保護單位。